# Edelheeretriptiek
De Edelheeretriptiek is de eerste kopie van de omstreeks 1435 door Rogier van der Weyden geschilderde Kruisafneming. In het totaal zijn er van Van der Weydens werk zo'n vijftig kopieën bekend. De Edelheeretriptiek werd in 1443 gemaakt voor de Sint-Pieterskerk te Leuven door een onbekende kunstenaar in opdracht van de Leuvense Willem Edelheere. 

## Geschiedenis
Het drieluik werd niet altijd op prijs gesteld: in de loop van de achttiende eeuw werd het naar de kleedkamer van de kanunniken verplaatst, waar het dienst deed als kapstok. Röntgenfoto's tonen de gaten die kleerhaken maakten. In 1801 verhuisden de panelen naar de zolder van de Sint-Pieterskerk, totdat ze in 1825 samen met een hoop planken te koop aangeboden werden op een vlooienmarkt. Dit werd ontdekt door de toenmalige directeur van de Leuvense Academie voor Schone Kunsten, waarna de panelen terugkeerden naar de kerk. Hier werden ze gerestaureerd. Tijdens de Tweede Wereldoorlog werd de triptiek bewaard in de kluizen van de Nationale Bank te Brussel. Tegenwoordig is het werk weer te bezichtigen in de Sint-Pieterskerk.

## Afbeelding
De triptiek werd als een soort memorietafel geplaatst op het familiealtaar in de Sint-Pieterskerk. Op het linkerluik knielen Willem Edelheere, die overleden was in 1439, en zijn zonen Willem en Jacob. Bij hen staat de heilige Jacobus de Meerdere. Op het rechterluik staan naar links gewend zijn echtgenote Aleydis Cappuyns en hun dochters Aleydis en Catharina met ernaast de heilige Aleydis. Daarnaast zijn de wapenschilden van de echtelieden centraal op de respectievelijke luiken afgebeeld. 
De triniteit is, weliswaar zwaar beschadigd, op de buitenzijde van het linkerluik afgebeeld. God de Vader houdt het dode lichaam van zijn zoon voor zich, terwijl Christus met zijn rechterhand de wonde in zijn zijde toont. Tussen God de Vader en Christus zweeft de Heilige Geest in de gedaante van een duif. De buitenzijde van het rechterluik stelt de evangelist Johannes voor, die Maria ondersteunt terwijl ze in zwijm valt. 
De bezwijmende Madonna, de Heilige Geest en de heilige Jacobus verwijzen naar het altaar van de Edelheerekapel, dat aan hen gewijd is.
Altaarstukken: Kruisafneming · Lucas-Madonna · Durán-Madonna · Miraflorestriptiek · Bewening van Christus (Brussel) · Kruisigingstriptiek · De Zeven Sacramenten · Bladelintriptiek · Lezende Maria Magdalena · Het Laatste Oordeel · Braque-triptiek · Columba-altaarstuk · Medici-Madonna · Johannestriptiek · Calvarie van Scheut · Calvariediptiek · Bewening voor het open graf · Bewening van Christus (Mauritshuis)

Portretten en devotiediptieken: Portret van een jonge vrouw (ca. 1440) · Portret van een jonge vrouw (ca. 1460) · Portret van Antoon van Bourgondië · Portret van Francesco d'Este · Portret van een onbekende man · Diptiek van Philippe de Croÿ · Diptiek van Jean Gros
De gerechtigheid van Trajanus en Herkenbald
Edelheeretriptiek